# Scartelaos cantoris
Scartelaos cantoris es una especie de peces de la familia de los Gobiidae en el orden de los Perciformes.

## Morfología
Los machos pueden llegar a alcanzar los 11,9 cm de longitud total.

## Hábitat
Es un pez de mar y, de clima tropical y demersal.

## Distribución geográfica
Se encuentra en el Índico oriental: las Islas Andamán. 

## Observaciones
Es inofensivo para los humanos. 